# Sergej Chovanskij
Sergej Vladimirovitj Chovanskij (ryska: Сергей Владимирович Хованский), född den 12 februari 1977 i Engels i Ryska  SFSR i Sovjetunionen (nu Ryssland), är en rysk före detta kanotist.
Han tog bland annat VM-brons i K-4 200 meter i samband med sprintvärldsmästerskapen i kanotsport 2006 i Szeged.